# Fay Bainter

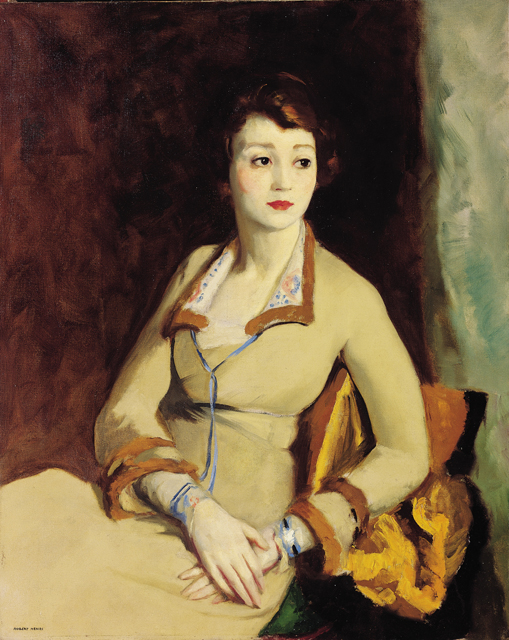
Fay Bainter im Jahr 1918, porträtiert von Robert Henri

Fay Okell Bainter (* 7. Dezember 1893 in Los Angeles, Kalifornien; † 16. April 1968 ebenda) war eine US-amerikanische Schauspielerin. Neben einer erfolgreichen Bühnenkarriere trat sie in über 60 Film- und Fernsehproduktionen in Erscheinung, vorwiegend Dramen. Für ihre Nebenrolle in William Wylers Spielfilm Jezebel – Die boshafte Lady (1938) wurde sie mit dem Oscar ausgezeichnet.

## Leben
Fay Bainter wurde 1893 als Fay Okell Bainter in Los Angeles geboren. Ihre Eltern waren Charles Bainter, ein Erfinder, und dessen Ehefrau Mary (Geburtsname: Okell). Bainter war die Tante der Schauspielerin Dorothy Burgess. Sie wurde von ihrer Mutter an die Schauspielerei herangeführt und war bereits im Alter von sechs Jahren (andere Quellen berichten von vier Jahren) auf der Bühne von Wandertheatern in ihrer Heimatstadt zu sehen. Von 1904 bis 1907 besuchte Bainter das Girl Collegiate Institute und wurde, nach langjähriger Arbeit im Wandertheater, im Alter von 19 Jahren Mitglied im Theaterensemble des bekannten Impresarios David Belasco.
Ihr Debüt am New Yorker Broadway absolvierte sie 1912 in The Rose of Panama, die nur vierundzwanzig Mal aufgeführt wurde. Bainter konnte sich in den folgenden Jahren als Theaterdarstellerin etablieren und wurde oft in den Rollen der Unschuldig-Naiven bzw. der Romantikerin besetzt. Nach Auftritten in fünfundzwanzig Broadway-Stücken, zuletzt in Dodsworth, das es von August 1934 bis Januar 1935 auf 168 Aufführungen brachte, wechselte Fay Bainter zum Film. Ihr Kinodebüt gab sie 1934 im Alter von 41 Jahren in William K. Howards Drama This Side of Heaven, an der Seite Lionel Barrymores. Nach Nebenrollen in George Stevens’ Quality Street neben Katharine Hepburn und in Leo McCareys Make Way For Tomorrow (beide 1937) schrieb Bainter 1939 Filmgeschichte, als sie als erste Schauspielerin für die Dramen White Banners und Jezebel – Die boshafte Lady jeweils Nominierungen in zwei unterschiedlichen Darstellerkategorien (Beste Hauptdarstellerin und Beste Nebendarstellerin) erhielt.  Bei der Oscarverleihung am 23. Februar 1939 musste sich die Schauspielerin in der Kategorie Beste Hauptdarstellerin Bette Davis in Jezebel geschlagen geben. Sie gewann jedoch für ihren Auftritt in dem Film den Preis für die beste weibliche Nebenrolle. 
Nach den großen Erfolgen ihrer fünften bzw. sechsten Filmrolle drehte Fay Bainter mit Frank Borzage, Michael Curtiz, Clarence Brown und Jean Negulesco, war aber auf Nebenrollen in mütterlichen Figuren als Ehefrau, Freundin oder Tante beschränkt („Es gibt nicht genügend Rollen, um für eine Frau meines Typs Ruhm zu begründen.“). So unter anderem als Mickey Rooneys Mutter in Der junge Edison (1940), in Die Frau, von der man spricht (1942) mit Katharine Hepburn und Spencer Tracy in den Hauptrollen und Das Doppelleben des Herrn Mitty. Während des Zweiten Weltkriegs trat Bainter als Unterhaltungskünstlerin in Krankenhäusern auf und spielte 1944 eine ihrer wenigen boshaften Rollen in André De Toths Film noir Dark Waters mit Merle Oberon.
Bis in die frühen 1950er Jahre konzentrierte sich Fay Bainter, von sporadischen Ausflügen ins Theater abgesehen, auf ihre Filmkarriere, ehe sie sich verstärkt dem Fernsehen widmete. Ein großer Kritikererfolg war 1958 Bainters Part als morphiumsüchtige Ehefrau und Mutter in Eugene O’Neills Theaterstück Eines langen Tages Reise in die Nacht, in dem sie mit der National Company auf Tournee ging. 1961 gelang der Schauspielerin mit Infam die Rückkehr auf die Kinoleinwand. Für ihren Auftritt in der Verfilmung von Lillian Hellmans Theaterstück The Children's Hour wurde Bainter erneut für den Oscar als beste Nebendarstellerin nominiert, nachdem sie den Part der Amelia Tilford Jahre zuvor auf der Theaterbühne verkörpert hatte. Ihren letzten Theaterauftritt absolvierte sie 1962 mit einer Aufführung von The Girls in 509 in Miami. In ihrer letzten Fernsehrolle spielte Bainter 1965 in der Episode Power of Attorney in The Alfred Hitchcock Hour neben Geraldine Fitzgerald.
Von 1921 bis zu seinem Tod war Fay Bainter mit Reginal S. Venable (1890–1964) verheiratet, einem ehemaligen Lieutenant Commander der United States Navy. Aus der Ehe entstammte der einzige Sohn, Richard Venable (1926–1974), der wie seine Mutter als Schauspieler arbeitete. Bainter lebte mit ihrer Familie in Los Angeles und Palm Springs und zählte das Kochen zu ihren Hobbys. Sie verstarb nach langer Krankheit im Alter von 75 Jahren in ihrer Geburtsstadt an einer Lungenentzündung. Sie wurde auf dem Nationalfriedhof von Arlington neben ihrem Ehemann beigesetzt. An die Schauspielerin erinnert ein Stern auf dem Hollywood Walk of Fame (7021 Hollywood Boulevard).

## Theaterstücke (Auswahl)
| Jahr          | Theaterstück                         | Rolle               | Bühne                                                        |
| ------------- | ------------------------------------ | ------------------- | ------------------------------------------------------------ |
| 1911          | Mrs. Bumpstead Leigh                 | Violet de Salle     | Tournee                                                      |
| 1912          | The Rose of Panama                   | Celine Marinter     | Daly’s (New York)                                            |
| 1913          | The Bridal Path                      | Alice Weston        | 39th Street Theatre (New York)                               |
| 1916          | Arms and the Girl                    | Ruth Sherwood       | Fulton Theatre (New York)                                    |
| 1917          | The Willow Tree                      | Image / Mary Temple | Cohan and Harris Theatre (New York)                          |
| 1918          | The Kiss Burglar                     | Aline               | George M. Cohan’s Theatre (New York)                         |
| 1918          | East is West                         | Ming Toy            | Astor Theatre (New York)                                     |
| 1922          | The Lady Cristilinda                 | Lady Cristilinda    | Broadhurst Theatre (New York)                                |
| 1923          | The Other Rose                       | Rose Coe            | Morosco Theatre (New York)                                   |
| 1924/25       | The Dream Girl                       | Elspeth             | Ambassador Theatre (New York) / Tournee                      |
| 1925          | The Enemy                            | Pauli Arndt         | Times Square Theatre (New York)                              |
| 1925          | The Two Orphans                      | Louise              | Cosmopolitan Theatre (New York)                              |
| 1926          | First Love                           | Maica               | Booth Theatre (New York)                                     |
| 1927          | Pygmalion                            | Galatea             | Actor’s Theatre (New York)                                   |
| 1927          | Fallen Angels                        | Julia Sterrol       | 49th Street Theatre (New York)                               |
| 1928          | She Stoops to Conquer                | Kate Hardcastle     | Erlanger’s Theatre (New York) / Tournee                      |
| 1928          | The Beaux’ Stratagem                 | Mrs. Sullen         | Hampden’s Theatre (New York)                                 |
| 1928/29       | Jealousy                             | Valerie             | Maxine Elliott’ Theatre (New York) / Tournee                 |
| 1930          | Caprice                              | Ilsa Von Ilsen      | Curran Theatre (San Francisco) Mason Theatre (Los Angeles)   |
| 1930          | Lysistrata                           | Kalonika            | 44th Street Theatre (New York)                               |
| 1931/32       | The Admirable Crichton               | Lady Mary Lasenby   | New Amsterdam Theatre (New York) / Tournee                   |
| 1931          | The Way of the World                 | Mrs. Millamant      | Guild Theatre (New York)                                     |
| 1932          | The Man Who Changed His Name         | Mrs. Selby Clive    | Broadhurst Theatre (New York)                                |
| 1932          | The Perfect Marriage                 | Louise Morel        | Bijou Theatre (New York)                                     |
| 1933          | For Services Rendered                | Eva Ardsley         | Booth Theatre (New York)                                     |
| 1933          | Uncle Tom’s Cabin                    | Topsy               | Alvin Theatre (New York)                                     |
| 1933          | Gay Divorce                          | Mimi                | Apollo Theatre (Chicago)                                     |
| 1933          | Move On, Sister                      | Mrs. Bell           | Playhouse Theatre (New York)                                 |
| 1934          | Dodsworth                            | Fran Dodsworth      | Shubert Theatre (New York)                                   |
| 1935          | The Lambent Flame                    | Marcia Williams     | White Plains Theatre (New York)                              |
| 1945          | The Next Half-Hour                   | Margaret Brennan    | Tournee / Empire Theatre (New York)                          |
| 1947          | The Skull Beneath                    | Kitty McCracken     | Westport, Connecticut                                        |
| 1949          | Gayden                               | Grace Sibley        | Plymouth Theatre (New York)                                  |
| 1949          | O Mistress Mine                      | Olivia Brown        | Lakewood Theatre (Skowhegan)                                 |
| 1950          | Nothing Serious / House on the Cliff | Sarah               | Locust St. Theatre (Philadelphia)                            |
| 1952          | Swallow’s Nest                       | Sophie Van Eyck     | Cape May Playhouse (Cape May) / Niagara Falls                |
| 1953          | The Velvet Glove                     | Mother Hildebrand   | Berkshire Playhouse (Stockbridge (Massachusetts))            |
| 1953          | The Children’s Hour                  | Mrs. Amelia Tilford | Tournee                                                      |
| 1954/55       | Put Them All Together                | Mrs. Hall           | Tournee                                                      |
| 1955, 1956/57 | The Glass Menagerie                  | Amanda              | Alley Theatre (Houston) / Tournee                            |
| 1957/58       | Long Day’s Journey Into Night        | Mary Cavan Tyrone   | Tournee                                                      |
| 1958          | Fever for Live                       | Dorey Bigberry      | Westport Country Playhouse (Westport (Connecticut))          |
| 1959          | Look Homeward, Angel                 | Eliza Gant          | Tournee                                                      |
| 1962          | The Girls in 509                     | Aunt Hettie         | Sombrero Playhouse (Phoenix) Coconut Grove Playhouse (Miami) |

## Filmografie (Auswahl)
- 1934: This Side of Heaven
- 1937: The Soldier and the Lady
- 1937: Quality Street
- 1937: Kein Platz für Eltern (Make Way for Tomorrow)
- 1938: White Banners
- 1938: Jezebel – Die boshafte Lady (Jezebel)
- 1938: Mother Carey’s Chickens
- 1938: Brennendes Feuer der Leidenschaft (The Shining Hour)
- 1939: Vier Töchter räumen auf (Daughters Courageous)
- 1940: Der junge Edison (Young Tom Edison)
- 1940: Unsere kleine Stadt (Our Town)
- 1940: A Bill of Divorcement
- 1941: Babes on Broadway
- 1942: Die Frau, von der man spricht (Woman of the Year)
- 1942: The War Against Mrs. Hadley
- 1942: Mister Gardenia Jones (Dokumentarfilm)
- 1942: Margaret aus London (Journey for Margaret)
- 1943: Und das Leben geht weiter (The Human Comedy)
- 1943: Bühne frei für Lily Mars (Presenting Lily Mars)
- 1943: Cry Havoc
- 1944: Dark Waters
- 1944: Three Is a Family
- 1945: Jahrmarkt der Liebe (State Fair)
- 1946: Der Held des Tages (The Kid from Brooklyn)
- 1946: Der Mann aus Virginia (The Virginian)
- 1947: Das tiefe Tal (Deep Valley)
- 1947: Das Doppelleben des Herrn Mitty (The Secret Life of Walter Mitty)
- 1948: Die Braut des Monats (June Bride)
- 1951: Ein Herz für Danny (Close to My Heart)
- 1953: Gefährtin seines Lebens (The President’s Lady)
- 1961: Infam (The Children’s Hour)

## Auszeichnungen
- 1939: Oscar für Jezebel – Die boshafte Lady (Beste Nebendarstellerin)
- 1939: Oscar-Nominierung für White Banners (Beste Hauptdarstellerin)
- 1962: Golden-Globe-Nominierung für Infam (Beste Nebendarstellerin)
- 1962: Oscar-Nominierung für Infam (Beste Nebendarstellerin)
- 1962: 2. Platz bei den Laurel Awards für Infam (Beste Nebendarstellerin)